# Kenneth Bowersox
Kenneth Dwane “Ken” Bowersox (Portsmouth, 14 november 1956) is een voormalig Amerikaans ruimtevaarder. 
Bowersox’ eerste ruimtevlucht was STS-50 met de spaceshuttle Columbia en vond plaats op 25 juni 1992. Tijdens de missie werd er voor het eerst wetenschappelijk onderzoek gedaan in de United States Microgravity Laboratory (USML-1), een speciaal aangepaste Spacelab module.
Bowersox maakte deel uit van NASA Astronaut Group 12. Deze groep van vijftien astronauten begon hun training in juni 1987 en werden in augustus 1988 astronaut. In totaal heeft Bowersox vijf ruimtevluchten op zijn naam staan, waaronder een missie naar het Internationaal ruimtestation ISS en de ruimtetelescoop Hubble. Tijdens zijn missies maakte hij twee ruimtewandelingen. 
Na zijn tijd bij NASA als professioneel astronaut werkte hij enkele jaren bij SpaceX. Van 10 juli tot 17 oktober 2019 was hij Waarnemend NASA Associate Administrator for Human Exploration and Operations (hoofd bemande ruimtevaart) na het vertrek van Bill Gerstenmaier. Een half jaar later vanaf 18 mei 2020 vervult hij die rol nogmaals wegens het vertrek van Doug Loverro.